# Mitten ins Herz (Album)
Mitten ins Herz ist das vierte Studioalbum von Frei.Wild, der Deutschrock-Band aus Brixen in der italienischen Provinz Bozen-Südtirol. Es erschien am 15. März 2006 über das Magdeburger Independent-Label Asphalt Records in einer ersten Auflage von 2000 CDs (inklusive DVD) und 500 LPs. Bis Ende 2007 wurden mehr als 6000 Exemplare verkauft. Am 9. Oktober 2009 wurde das Album über Frei.Wilds neues Label Rookies & Kings ohne DVD wiederveröffentlicht.

## Musikstil und Inhalt
Das Album besteht fast ausschließlich aus rockigen Stücken (z. B. Weiter immer weiter, Ich lache über dich), lediglich der Song Zufriedenheit enthält ruhigere Passagen. Die Themen auf Mitten ins Herz drehen sich unter anderem um den Zusammenhalt der Band (Feuer, Erde, Wasser, Luft) und gegen Verräter (Arschloch). Das Lied Schwarz & weiß befasst sich mit den Gegensätzen auf der Welt. Im Bonussong Brixen der ersten Version von 2006 übt die Band Kritik am gegenwärtigen Zustand der Stadt und macht wie bereits auf den vorherigen Alben abermals eine stark patriotische bis nationalistische Grundhaltung deutlich.
Die erste Version von 2006 enthält zusätzlich den Bonussong Brixen und eine 24-minütige DVD, die drei Musikvideos zu den Liedern Schwarz & weiß, Der aufrechte Weg und Südtirol, sowie ein Interview beinhaltet.

## Covergestaltung
Das Albumcover zeigt ein rotes Herz, das von einem Band mit der Aufschrift Mitten ins Herz umschlungen ist. Der Hintergrund ist orange-schwarz gehalten und im oberen Teil des Bildes steht der Schriftzug Frei.Wild.

## Titelliste
| #  | Titel                                | Länge |
| -- | ------------------------------------ | ----- |
| 1  | Zerschlag dein Eis des Herzens       | 3:51  |
| 2  | Weiter immer weiter                  | 4:46  |
| 3  | Harte Zeiten                         | 3:41  |
| 4  | Das Land der Vollidioten             | 3:44  |
| 5  | Ich lache über dich                  | 4:17  |
| 6  | Wie oft soll'n wir dir's noch sagen? | 4:18  |
| 7  | Zufriedenheit                        | 4:07  |
| 8  | Feuer, Erde, Wasser, Luft            | 4:32  |
| 9  | Der aufrechte Weg                    | 4:29  |
| 10 | Frei.Wild's Ländereien               | 3:46  |
| 11 | Arschloch                            | 3:50  |
| 12 | Schwarz & weiß                       | 3:42  |
| 13 | Brixen (*)                           | 2:58  |

(*) Titel 13 ist nur auf der Version von 2006 enthalten.

## Chartplatzierungen
Nach Wiederveröffentlichung im Jahr 2022 stieg Mitten ins Herz für eine Woche auf Platz 39 in die deutschen Albumcharts ein.

## Kritiken
| Professionelle Bewertungen | Professionelle Bewertungen |
| -------------------------- | -------------------------- |
| Kritiken                   |                            |
| Quelle                     | Bewertung                  |
| punkrocknews.de            | [ 6 ]                      |
| stormbringer.at            | [ 7 ]                      |

Das Album erhielt überwiegend positive Kritiken
- Die Seite punkrocknews.de gab dem Album vier von möglichen fünf Punkten und bescheinigte der Band eine musikalische Steigerung:

„Musikalisch haben es Frei.Wild bisher immer geschafft, sich zu steigern. Ich habe bei diesem Album feststellen dürfen, dass dies sich auch diesmal nicht geändert hat. Gassenhauer wie ‚Das Land der Vollidioten‘ oder ‚Der aufrechte Weg‘ sorgen auch diesmal wieder für rockige Hymnen, die auch einiges auszusagen haben. […] Es muss aber gesagt werden, dass auch diesmal im Gesamtbild ein paar Lieder eher durchschnittlich wirken und somit dafür sorgen, daß das Album ab und zu ein wenig durchhängt. […] Fazit: Die Musik ist der Hammer. Wer Deutschrock mag und schon bei den alten Frei.Wild Sachen gerne reingehört hat, sollte zugreifen!“

- Die Seite stormbringer.at gab dem Album vier von möglichen fünf Punkten und hob die große Ähnlichkeit zu der Musik der Onkelz hervor:

„Man erkennt schon so einige Verbindungen zu ihrem großem Vorbild, doch sie bewahren eine Eigenständigkeit, da sie doch punkiger als die Onkelz klingen. Ansonsten vereinen sie alle Vorzüge der Onkelz, wie zum Beispiel eingängige Melodien und Mitsinghymnen. Natürlich haben sie bei weitem nicht so viel Erfahrung und kommen daher doch ein wenig einfältig daher mit manchmal sehr plakativen Äußerungen. […] Die Lieder sind teilweise sehr mitreißend und haben auch hin und wieder Ohrwurmqualität. […] Also an alle, die den Onkelz hinterher trauern [sic!], hier habt ihr einen würdigen Ersatz.“